# Zeitfenster
Zeitfenster (Zeitkorridor, englisch time frame) ist im Zeitmanagement ein für die Erledigung einer bestimmten Aufgabe oder die Vornahme einer bestimmten Handlung zur Verfügung stehender Zeitraum.

## Allgemeines
Das Kompositum Zeitfenster setzt sich aus der Zeit als Abfolge von Ereignissen und dem Fenster als Begrenzung der Aussicht zusammen. Früher „betrat“ man in der deutschen Sprache einen Zeitraum oder legte einen Zeitrahmen fest, heute „öffnet“ man ein Zeitfenster. Der Begriff des Zeitfensters stammt aus der angelsächsischen Fachliteratur, wo ökonomische Zeitfenster (englisch strategic windows) oder optimale Zeitfenster (englisch windows of opportunity) als Zeitfenster des Handelns seit 1978 diskutiert werden. Der Autor wies auf die limitierten Zeiträume hin, die Unternehmen bei Marktentwicklungen nutzen müssen, wenn sich Marktpotenziale öffnen und schließen. Nachfolgend wurde der Begriff auf alle zeitkritischen Situationen ausgedehnt. Bereits 1972 sprach Eric Heinz Lenneberg von der „kritischen Periode“; wer mit 14 Jahren nicht sprechen gelernt habe, würde es nie mehr (vollständig) erlernen, meinte er.
Zeitfenster ist als Neologismus aufzufassen, der eine erweiterte Bedeutung vom Wort Fenster zur Grundlage hat. Daneben kommt als Variante heute zudem der Zeitkorridor vor; auch er bezeichnet einen speziellen, für einen besonderen Zweck bestimmten Zeitraum.

## Organisation
Überall dort, wo Aufträge, Bestellungen, Ereignisse, Fristen, Stichtage, Termine und Terminplanung eine Rolle spielen, tauchen Zeitfenster auf. Das ist im Beruf und in der Privatsphäre der Fall. Die gröbsten Zeitfenster sind der Lebenszyklus, Produktlebenszyklus oder die Aufteilung des Alltags in Arbeitszeit und Freizeit. Bei letzteren sollte es das persönliche Ziel sein, weder in der Arbeitszeit private Aufgaben zu erledigen (Privatgepräche, Nutzung von dienstlichen Arbeitsmitteln für private Zwecke) noch in der Freizeit dienstliche Aufgaben wahrzunehmen.
Zeitfenster im Beruf gibt es insbesondere bei der Wahrnehmung von Fristen (Ausschlussfristen) oder Terminen jeder Art, die durch Terminpläne zu koordinieren sind. Weiteres Arbeitsmittel bei komplexen Projekten ist die Netzplantechnik, die eine temporale und finale Verknüpfung von Aktionen vornimmt. Der Beginn eines Zeitfensters ist die Kenntnisnahme von künftigen Fristen oder Terminen, Ende des Zeitfensters ist ein bestimmter Kalendertag oder sogar eine bestimmte Uhrzeit, die wegen Pünktlichkeit, Termintreue oder zur Vermeidung von Rechtsfolgen einzuhalten sind. Beginn und/oder Ende eines Zeitfensters können jedoch auch zeitlich unbestimmt sein. So war in der Politik das Zeitfenster zur Wiedervereinigung sehr eng, denn es bestand die Befürchtung, dass Michail Gorbatschow einem Attentat zum Opfer fallen oder gestürzt werden könnte und seine Nachfolger nicht mehr zur Wiedervereinigung bereit gewesen wären. Der tatsächlich erfolgte Putsch am 19. August 1991 in Moskau beendete die politische Karriere Gorbatschows und das Zeitfenster.

## Zeitfenster in der Wirtschaft

Zusatzzeichen 1040-30 – ein verkehrsrechtliches Zeitfenster etwa für das Parken

Eine durch Arbeitskräfte zu erledigende Arbeitsaufgabe besitzt als Beginn des Zeitfensters die Weisung des Vorgesetzten an seine Mitarbeiter zur Erledigung einer bestimmten Aufgabe, mit der meist die Zielvorgabe eines Erledigungstermins verbunden ist. Die Aufteilung des für die Aufgabe verfügbaren Zeitbudgets in sinnvolle Zeitfenster für einzelne Arbeitsabläufe und Ablauffolgen hilft bei der zeitgerechten Erledigung.
In der zeitkritischen Fließbandfertigung beispielsweise bewegt sich eine Fertigungsstraße mit einer voreingestellten Geschwindigkeit, die die Arbeitsintensität an jeder einzelnen Station (Arbeitsplatz) vorgibt. Hier beträgt das Zeitfenster weniger als 10 Minuten bis hin zu Ein-Minuten-Takten, beginnt mit dem Auftauchen des Werkstücks an der Station und endet, wenn es die Station verlässt. Vergleichbar knapp bemessen sind die Zeitfenster bei Akkordarbeit und bestehen darin, dass Arbeiter innerhalb einer Taktzeit von wenigen Minuten ein Produkt bearbeiten müssen.
Die Just-in-time-Produktion erfordert eine zeitpunktgenaue Lieferung der Vorleistungsgüter, wobei ein bestimmtes Zeitfenster definiert wird, das einzuhalten ist, um Betriebsstörungen zu vermeiden. Im Handel ist es üblich, dass die Logistikunternehmen in Zeitfenstermanagementsystemen für ihre Lieferungen Zeitfenster buchen müssen, innerhalb derer sie ihre Ware abliefern können. Kommen Logistikdienstleister zu spät an die Laderampe, verfällt häufig ihr gebuchtes Zeitfenster.
Zeitfenster spielen auch bei Projekten eine große Rolle, weil meistens jedes Teilprojekt von anderen vollendeten Teilprojekten abhängig ist. Durch die Festlegung der Zeitfenster kann erst eine Vorhersage für die Fertigstellung eines Projekts stattfinden. Bei Zeitfenstern wird daher immer ein Zeitpuffer eingerechnet (derjenige Zeitraum, der tatsächlich notwendig ist plus der Zeitraum, der als Sicherheitsreserve fungiert). Wird ein Zeitfenster überschritten, kann es zu Verzögerungen im Nachlauf kommen. In bestimmten Bereichen, beispielsweise in der Technik, ist gar zudem ein Systemabsturz, ein Unglück oder der Eintritt von Chaosreaktionen im Sinne der Chaostheorie möglich.
Bei Start und Landung müssen Flugkapitäne bestimmte Zeitfenster einhalten, sonst geraten sie in Slots beim Start oder Warteschleifen bei der Landung. Da die Kapazität mancher Flughäfen wegen starker Nachfrage ausgeschöpft ist, erhalten die Fluggesellschaften enge Zeitfenster, während der sie den Flughafen zum Starten oder Landen eines Flugzeugs nutzen können. Raumsonden können aus energetischen Gründen (begrenzte Leistung der Trägerrakete) nur innerhalb eines bestimmten Zeitraums, dem Startfenster, zu ihrer Mission gestartet werden.
Zeitkorridor für die Saisonarbeit ist die vom Wetter abhängige Erntezeit. Wird der vorhandene Zeitkorridor durch Fehleinschätzung versäumt, kann es zur Missernte kommen. Horst Albach beschrieb 2001 die Zeitfenster, die der Treuhandanstalt verblieben, um marode DDR-Unternehmen vor der Liquidation zu bewahren.

## Zeitfenster in der Freizeit
Im Privatleben kann eine günstige Wetterlage das Zeitfenster für sportliche Aktivitäten bilden (Wintersport), bei einer Expedition die Durchquerung eines gefährlichen Gebietes ermöglichen oder im Frühjahr die Gartenarbeit zulassen. Auf dem Arbeitsweg steht Pendlern ein bestimmtes Zeitfenster zur Verfügung, um der Hauptverkehrszeit und damit dem Verkehrsstau auszuweichen. Die fruchtbaren Tage innerhalb des Zyklus einer Frau sind ein Zeitfenster, um schwanger werden zu können.

## Zeitfenster im Sport
Im Sport (besonders im Rundstrecken-Motorsport) bezeichnet das Zeitfenster die Zeitdifferenz innerhalb einer Runde. Der Abstand zwischen zwei Fahrzeugen ist während eines Umlaufs nicht statisch, sondern schwankt je nach Situation wie dem Anbremsen vor einer Kurve, während der Verfolger noch unter Volllast fährt, – oder umgekehrt beim Herausbeschleunigen. Auf Ovalkursen wie zum Beispiel dem Indianapolis Motor Speedway ist das Zeitfenster relativ konstant (von Vorteilen durch Windschattenfahren abgesehen), bei kurvenreichen Strecken, wie zum Beispiel dem Circuit de Monaco ist das Zeitfenster weiter (auch bedingt durch Zeitverzögerungen beim Überrunden etc.) So kann des Zeitfenster in einer Runde bei wenigen zehntel Sekunden, aber auch bei über 1,5 und mehr Sekunden liegen. Beispiel: "Fahrer A lag in einem Fenster zwischen 4,8 und 6,1 Sekunden hinter Fahrer B". In der Formel 1 wird oft versucht durch einen günstig gewählten Boxenstopp das Zeitfenster zum Gegner zu verkürzen, und im günstigsten Fall sogar an ihm vorbeizukommen, ohne ihn auf der Strecke überholen zu müssen. Der Begriff für dieses taktische Manöver lautet Undercut.

## Zeitdruck
Das Ereignis, bei dem die Pufferzeit grenzwertig wird, nennt man zeitkritisches Ereignis. Hierdurch entsteht sogenannter Zeitdruck (englisch time pressure). Die Bemühungen für die Erledigung dieses kritischen Pfades müssen somit forciert werden. Zeitdruck (Zeitnot) wird als der Eindruck verstanden, dass das gegebene Zeitfenster, um Aufgaben zu erledigen, Informationen zu bewerten oder Entscheidungen zu treffen, begrenzt ist. Zeitdruck ist im Zeitmanagement eine Empfindung von Personen, dass die Arbeitszeit oder die Vorgabezeit nicht ausreicht, um Arbeitsaufgaben zu erfüllen oder Probleme zu lösen.
Zeitdruck entsteht auch, wenn eine erhöhte Dichte von Aufgaben, Ereignissen, Terminen oder endende Zeitfenster innerhalb eines Zeitraumes auftritt und zu Entscheidungsdruck führt, bei dem nicht alle möglichen Handlungsalternativen geprüft werden können. Dies erfordert erhöhten Synchronisierungsbedarf. Ferner gibt es Zeitdruck, wenn nacheinander stattfindende Termine zu knapp hintereinander angesetzt sind oder unerwartete Verspätungen (etwa durch Verkehrsstaus) die Terminplanung bedrohen. Für Entlastung kann die ALPEN-Methode sorgen, die ausreichende Pufferzeiten vorschlägt. 
Der Zeitdruck bezieht sich auf das Arbeitstempo (bzw. Zeitfenster), in dem Mitarbeiter bestimmte Arbeitsaufgaben und Arbeitsvolumen in bestimmter Arbeitsqualität erledigen sollen. Arbeitsabläufe oder Arbeitsvorgänge sind häufig durch Vorgabezeiten begrenzt, so dass Arbeitskräfte bei der Erledigung unter Zeitdruck geraten, wenn sie die Vorgabezeiten einhalten wollen.
Viele Kaufentscheidungen von Verbrauchern werden suboptimal unter Zeitdruck getroffen, so der berühmte Kauf von Weihnachtsgeschenken am Heiligabend. Steht ein Anbieter unter Zeitdruck seine Ware zeitgerecht möglichst vollständig zu verkaufen, kann er unter dem Titel Restplätze oder Last-Minute-Angebot seinen Preis reduzieren. 
Folgen eines stetigen Zeitdrucks können zunehmendes Arbeitsleid, Stress, auftretende oder sich häufende Fehler oder Fehlzeiten sein.

## Zeitfenstermanagement
Bei Unternehmen sorgt das Zeitfenstermanagement für eine optimale Zeiteinteilung. Kern ist die Synchronisation als Abstimmung von verschiedenen Aufgaben oder Ereignissen. Unternehmensziel ist hierbei insbesondere die Vermeidung eines Schuldnerverzug- oder Zahlungsverzugs oder sonstigen Verspätungen.

## Wirtschaftliche Aspekte
Eine Verkürzung der Zeitfenster oder Taktzeiten führt in Unternehmen durch Steigerung der Arbeitsproduktivität zur Kostensenkung und umgekehrt. Dies kann durch eine Erhöhung der Arbeitsleistung in einem bestehenden Zeitfenster mit Hilfe optimierter Arbeitsgestaltung geschehen. Für die am Fließband beschäftigten Mitarbeiter bedeutet der Einbau von Pufferzonen die Möglichkeit, innerhalb eines gewissen Zeitfensters den individuellen Arbeitsrhythmus etwa in Form einer entsprechenden Arbeitspause variieren zu können und in der Arbeitskurve anzugleichen.
Schließt ein Zeitfenster, können Aufgaben nicht zu Ende gebracht, Chancen oder Möglichkeiten nicht mehr wahrgenommen werden, Risiken nicht mehr beseitigt werden. Bei überschrittenen Fristen oder Terminen drohen Rechtsfolgen (Schuldnerverzug, Vertragsverletzung, Vertragsstrafe).